# Nikola Dietrich
Nikola Dietrich (* 1972 in Radolfzell am Bodensee) ist eine deutsche Kunsthistorikerin und Kuratorin.

## Werdegang
Nikola Dietrich studierte Kunstgeschichte, moderne deutsche Literatur und Journalismus in München und Berlin und nahm 2002 am De Appel Curatorial Training Programme in Amsterdam teil. Hier kuratierte sie die abschließende Ausstellung Haunted by detail. Daran schloss sich ihre Tätigkeit an der von René Block gegründeten Kuratorenwerkstatt der Kunsthalle Fridericianum in Kassel an. Von 2004 bis 2007 war Dietrich Kuratorin am Frankfurter Portikus. Von 2008 bis Ende Oktober 2014 wirkte sie am Museum für Gegenwartskunst in Basel. 2012 gründete Dietrich in Basel gemeinsam mit anderen Kulturschaffenden den Ausstellungsraum Elaine, der junge Künstler, experimentelle Musik, Filme sowie Lesungen präsentierte. 
Von ihr kuratierte Einzelausstellungen in Frankfurt am Main und in Basel widmeten sich u. a. Judith Hopf, Paulina Ołowska, Hilary Lloyd, Henrik Olesen, Robert Gober, Rodney Graham, Yoko Ono, Bonnie Campli, Kirstine Roepstorff, Sean Snyder und John Baldessari. Seit 1. Juli 2018 leitet Nikola Dietrich in der Nachfolge von Moritz Wesseler den Kölnischen Kunstverein. Im Sommer 2023 hat Dietrich den Kunstverein turnusmäßig verlassen. Die Schweizer Kunsthistorikerin Valérie Knoll übernahm dann im Juli 2023 die Leitung.
Seit 1. September 2024 ist Dietrich Künstlerische Direktorin der Liste Art Fair Basel.

## Publikationen (Auswahl)
- mit Gerry Bibby, Martin Ebner, Ariane Müller und Henrik Olesen Hrsg. des Kunstmagazins Starship Magazine
- mit René Block und Ulli Seegers: (RE/DE) CONSTRUCTIONS & c. – Terry Fox. Ausstellungskatalog Kunsthalle Fridericianum Kassel 2003, ISBN 3-927015-34-2.
- Hrsg: Above the Fold. Ayşe Erkmen, Ceal Floyer, David Lamelas. Mit Texten von Nikola Dietrich, Kassandra Nakas, Jan Verwoert und Jacob Lillemose, Deutsch/Englisch, Hatje Cantz, Ostfildern 2008, ISBN 978-3-7757-2229-2.
- Hrsg. mit Jacob Fabricius: Little Theatre of Gestures. Mit Texten von Dominic Eichler und Sarah Pierce, Englisch, Hatje Cantz, Ostfildern 2009, ISBN 978-3-7757-2436-4.
- Hrsg.: Kirstine Roepstorff. Dried Dew Drops. Wunderkammer of Formlessness. Mit Texten von Nikola Dietrich, Rebekka Ladewig und Andrea Kroksnes und Beiträgen von Kirstine Roepstorff, Deutsch/Englisch, Hatje Cantz, Ostfildern 2010, ISBN 978-3-7757-2748-8.
- Hrsg. mit Jacob Fabricius: Henrik Olesen. How Do I Make Myself a Body? Mit Texten von Nikola Dietrich, Jacob Fabricius, Lars Bang Larsen, Judith Hopf, Ariane Müller und Antonin Artaud sowie Beiträgen von Kurt Schwitters, Antonin Artaud, Englisch, Hatje Cantz, Ostfildern 2011, ISBN 978-3-7757-2842-3.
- Hrsg.: Hilary Lloyd. Hatje Cantz, Ostfildern 2012, Vorwort von Nikola Dietrich und Scott C. Weaver und Texten von Pablo Lafuente, Kirsty Bell und Sabeth Buchmann, Deutsch/Englisch, Hatje Cantz, Ostfildern 2012, ISBN 978-3-7757-3299-4.
- Robert Gober. Ausstellungskatalog Museum für Gegenwartskunst, Basel 2012.
- Hrsg. mit Julie Ault, Martin Beck, Jason Simon, Scott Cameron Weaver, Danh Vo, Hein Peter Knes, Rasmus Rohling und Amy Zion: Tell It To My Heart. Collected by Julie Ault. Mit Texten von Julie Aula, Marvin J. Taylor, Miguel Wandschneider und Scott Cameron Weaver, Englisch, Hatje Cantz, Ostfildern 2013, ISBN 978-3-7757-3570-4.